# Béret rouge (France)
 (mai 2023).
Cet article possède un paronyme, voir Les Bérets rouges.

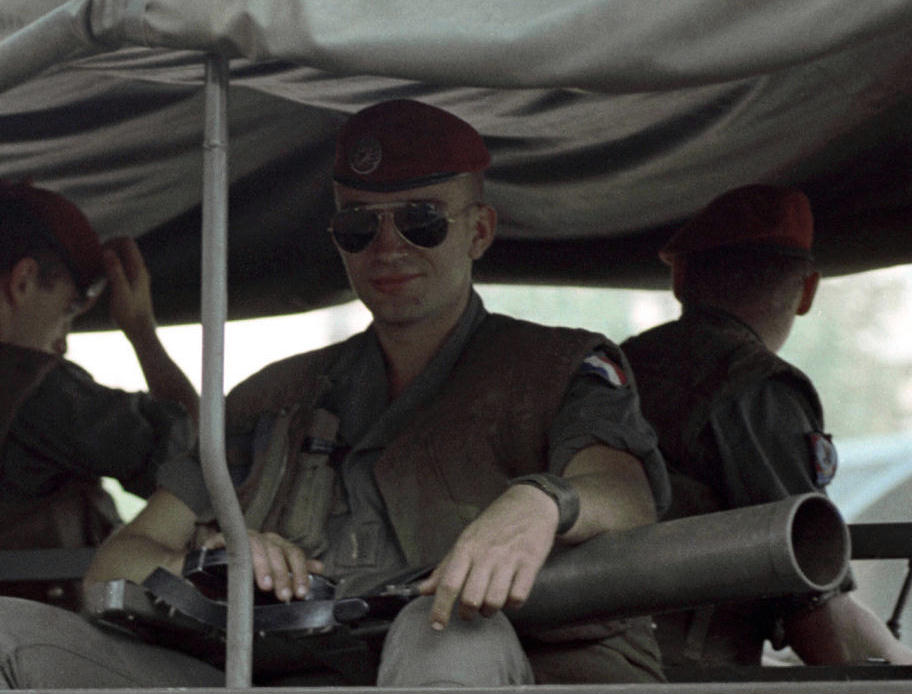
Parachutistes français au Liban en 1983 portant le béret rouge.

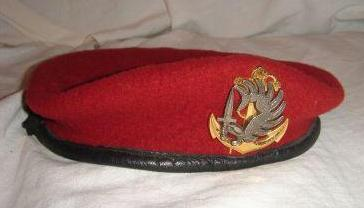
béret rouge (amarante) des paras T.D.M.

Le béret amarante ou béret rouge est le béret porté par les unités parachutistes de l'Armée de terre française.

## Historique
Le béret amarante (ou béret lie de vin) et le béret rouge sont deux bérets différents.
Le béret amarante est le béret porté par les premiers parachutistes français et repris ensuite par les parachutistes coloniaux.
En 1957, le béret rouge remplace le béret amarante chez les parachutistes coloniaux (devenus parachutistes de l'infanterie de marine) et le béret bleu chez les parachutistes métropolitains.
Il représente l'un des symboles forts du parachutisme militaire, avec l'insigne du brevet parachutiste. Il s’orne, pour les unités parachutistes métropolitains, de l’insigne représentant un dextrochère emplumé serrant un glaive pointe en haut. Pour les troupes de marine, il comporte en plus en arrière-plan une ancre de marine encâblée en sens inverse de celle que portent les marins.
Pendant la Seconde Guerre mondiale, les parachutistes français du SAS, soit formés au Royaume-Uni, soit anciens des premières unités parachutistes françaises, les Groupements d'infanterie de l'air créés en 1937, portaient le béret noir. Le 1er RCP, formé en Afrique du Nord en 1943, conservait ainsi le calot « bleu louise » (proche du bleu marine) du temps de ses origines dans l'Armée de l'air. Tous les parachutistes britanniques portaient un béret amarante à l'initiative de leur chef le général Boy Browning.
En août 1944, les parachutistes français du 2e RCP/SAS portèrent à leur tour le béret amarante, délaissant leur béret noir. Le 2e RCP défila à Paris, le 11 novembre, en portant cette coiffure avec le cap-badge (insigne de béret) du SAS. Durant ce temps, les parachutistes SAS du 3e RCP et ceux des régiments de Choc conservaient le béret noir.
En 1945, seul le 2e RCP gardait le droit au port du béret amarante, lequel fut étendu à la Demi-brigade SAS (alors non coloniale) en 1946-1947.
En 1951, le général de Lattre étendit le port du béret rouge à toutes les unités parachutistes servant en Indochine, hormis pour le 10e bataillon parachutiste de chasseurs à pied (10e BPCP). En effet, la couleur rouge n'existe pas chez les chasseurs. Cette mesure fut étendue aux parachutistes métropolitains, qui portaient auparavant le béret bleu roi, en 1957. C'est à ce moment-là que les parachutistes coloniaux adoptent un insigne spécifique afin de se différencier. Le béret bleu roi, rebaptisé béret bleu cobalt, est repris par les formations de l'aviation légère de l'Armée de terre. Le béret rouge du 1er Régiment de hussards porte en outre une hongroise tissée placée sous l'insigne métallique des parachutistes métropolitains.
Le béret rouge est porté, depuis, par les unités aéroportées de l’armée française à l'exception des unités suivantes :
- 2e REP, qui a conservé le béret vert de la Légion étrangère ;
- les commandos marine, qui portent le béret vert (badge à gauche) ;
- les commandos parachutistes de l'air qui portent le béret bleu nuit, proche du bleu marine ;
- les gendarmes brevetés du GIGN ;
- les policiers brevetés du RAID qui conservent le béret noir de l'unité ;
- les plongeurs de combat du génie qui conservent leur béret d'arme.

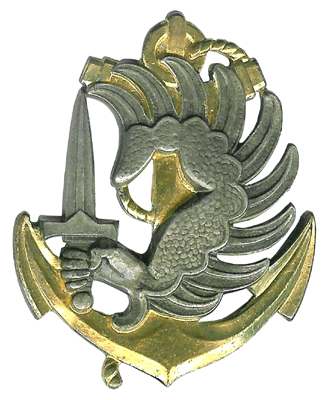
Spécifique TDM type 1
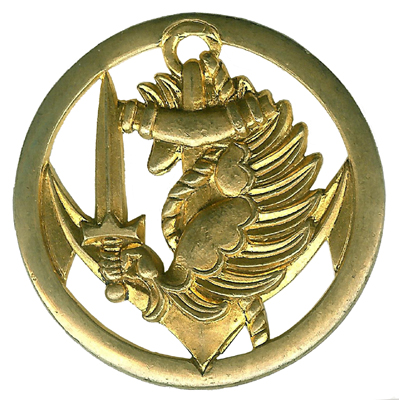
Spécifique TDM type 2